# Ann-Charlott Settgast
Ann-Charlott Settgast (-Brockmüller) (* 25. September 1921 in Neustrelitz; † 5. September 1988 in Schwerin) war eine deutsche Schriftstellerin.

## Leben
Ann-Charlott Settgast war die Tochter der Lehrerin Gertrud Settgast, geb. Ahrens und des Versicherungsbeamten Paul Settgast. Sie besuchte in Neustrelitz bis zur Mittleren Reife das Oberlyzeum. Mit 2 Jahren erkrankt sie an Kinderlähmung, was eine lebenslange Gehbehinderung zur Folge hatte.
Nachdem ein von ihr angestrebtes Studium der Filmdramaturgie durch den Krieg unmöglich wurde, begann sie 1939 zunächst als Sachbearbeiterin und Buchhalterin bei der Allgemeinen Ortskrankenkasse in Neustrelitz zu arbeiten. Mit 21 Jahren siedelte sie mit ihrer Mutter nach Schwerin über und war dort zwischen 1943 und 1950 ebenfalls als Sachbearbeiterin und Buchhalterin bei der Allgemeinen Ortskrankenkasse Schwerin, später der Sozialversicherungskasse tätig.
Seit 1958 war Ann-Charlott Settgast mit dem 1961 verstorbenen Segelschiffkapitän Werner Brockmüller verheiratet.

## Literarisches Wirken
Vor 1945 schrieb Settgast hauptsächlich Kurzgeschichten über mecklenburgische Künstler und andere heimatkundliche Artikel für lokale Zeitungen. Bereits als 14-Jährige veröffentlichte sie unter dem Titel „Skizzen aus dem alten Neustrelitz“ kleine Geschichten in der Landeszeitung für Mecklenburg und Nachbargebiete, später auch „Geschichten aus dem alten Rostock“ im Rostocker Anzeiger. Aber auch ein erster Roman entstand Anfang der 1940er-Jahre. Der Seemannsroman mit dem Titel „Auf falschem Kurs“ wurde 1944 vom Verlag „Neues Leben“ angenommen, jedoch wohl aufgrund von Papiermangel nie gedruckt.
Nach 1945 intensivierte Settgast ihre schriftstellerische Tätigkeit. Es folgten Publikationen in der Tagespresse und verschiedenen Zeitschriften. 1947 nahm sie ihre Arbeit als freie Mitarbeiterin beim Landessender Schwerin und später des Berliner Rundfunks auf und befasste sich dort vor allem mit Kinder- und Jugendfunkformaten.
Ab 1951 war sie als freischaffende Schriftstellerin tätig. Settgast verfasste von nun an vor allem Jugendbücher und historische Romane, aber auch plattdeutsche Texte (vor allem für die Norddeutsche Zeitung) und Hörspiele für den DDR-Rundfunk. Ihre historischen Romane befassen sich beispielsweise mit Johann Gutenberg, Hans Sachs, Johannes Kepler, Ida und Ferdinand Freiligrath oder Bertha von Suttner. Die Erinnerungen ihres Ehemannes, des Segelschiffkapitäns Werner Brockmueller, verarbeitete sie zu Geschichtensammlungen unter dem Titel Ut de Seekist.

## Wirken in der Bewegung schreibender Arbeiter
Neben ihrer schriftstellerischen Tätigkeit engagierte sich Ann-Charlott Settgast als Mentorin in der Bewegung schreibender Arbeiter, Veteranen und Kinder. Wegweisend für diese Bewegung war die Bitterfelder Autorenkonferenz von 1959. Ziel der Konferenz war es die „vorhandene Trennung von Kunst und Leben“ und die „Entfremdung zwischen Künstler und Volk“ zu überwinden und die Arbeiterklasse am Aufbau des Sozialismus umfassender zu beteiligen. Dazu sollten u. a. Künstler und Schriftsteller in den Fabriken arbeiten und Arbeiter bei deren eigener künstlerischer Tätigkeit unterstützen.
Im Zuge dessen übernahm Ann-Charlott Settgast ab 1959 die künstlerische Anleitung verschiedener Zirkel u. a. den Zirkel der Schreibenden Arbeiter der VEB Mathias-Thesen-Werft Wismar, des VEB Zellstoff Wittenberge, des Kabelwerk Oberspree in Schwerin und des Hauptpostamts in Schwerin. Zudem leitete sie die Zirkel schreibender Arbeiter in Hagenow, Grabow, Brüsewitz, Gadebusch und Zirkel der Arbeitsgemeinschaft „Junge Poeten“ in Schwerin.

## Weiteres Engagement und Ehrungen
Ferner war Ann-Charlott Settgast zwischen 1964 und 1971 Bezirkstagsabgeordnete, Mitglied des Bezirksvorstandes Schwerin des Deutschen Schriftstellerverbands, Mitglied der Kreisleitung des deutschen Kulturbundes Schwerin, Mitglied des Kuratoriums zur Verleihung des Fritz-Reuter-Preises und Mitglied des Rates der Bezirks-Kulturakademie.
1961 wird Ann-Charlott Settgast mit dem Fritz-Reuter-Kunstpreis ausgezeichnet. Es folgten weitere Auszeichnungen und Ehrungen. Seit 2007 ist in Schwerin-Werdervorstadt eine Straße nach ihr benannt.
Der Nachlass von Ann-Charlott Settgast wird im Landeshauptarchiv Schwerin aufbewahrt.

## Auswahl ihrer Werke

### Bücher
Settgast veröffentlichte insgesamt 21 Bücher.
- Klaus und seine Freunde, 1949
- Martin Höst. Bauernbub, 1951
- Das Regenbogenfähnlein, 1951
- Meister der schwarzen Kunst, 1954
- Schuhmacher und Poet dazu, 1954
- Weisheit – Narrheit – Gold, 1956
- Miteinander, 1957
- Ein Junge aus Berlin, 1958
- Zirkuskinder, 1959
- Mit Jakobsstab und Enterbeil, 1960
- Käpt´n Ahlbrügg und seine Janmaaten, 1960
- Nächte am Orinoco, 1963
- Wagnis einer Frau, 1968
- Die Nacht der Doktorin Erxleben, 1977
- Micha und der Klabautermann, 1978
- Brandstifter, 1978
- Ut de Seekist, 1982
- Die Versuchung, 1986
- Der Mann in Tranquebar, 1986

### Hörspiele
- De Seißen gahn, 1948
- Un wenn ok hunnert Johr’ vergahn, 1950
- Frühling in Uhlenbrauk, 1950
- MAS Pingelsdorf, 1950
- Uprägung in Seebeck, 1951